# Ipomoea clavata
Ipomoea clavata är en vindeväxtart som först beskrevs av George Don jr, och fick sitt nu gällande namn av V. Ooststr. och Macbride. Ipomoea clavata ingår i släktet praktvindor, och familjen vindeväxter. Inga underarter finns listade i Catalogue of Life.